# District d'Ilam
Pour les articles homonymes, voir Ilam (homonymie).
Le district d'Ilam (en népalais : इलाम जिल्ला) est l'un des 77 districts du Népal. Il est rattaché à la province de Koshi. La population du district s'élevait à 287 916 habitants en 2011.

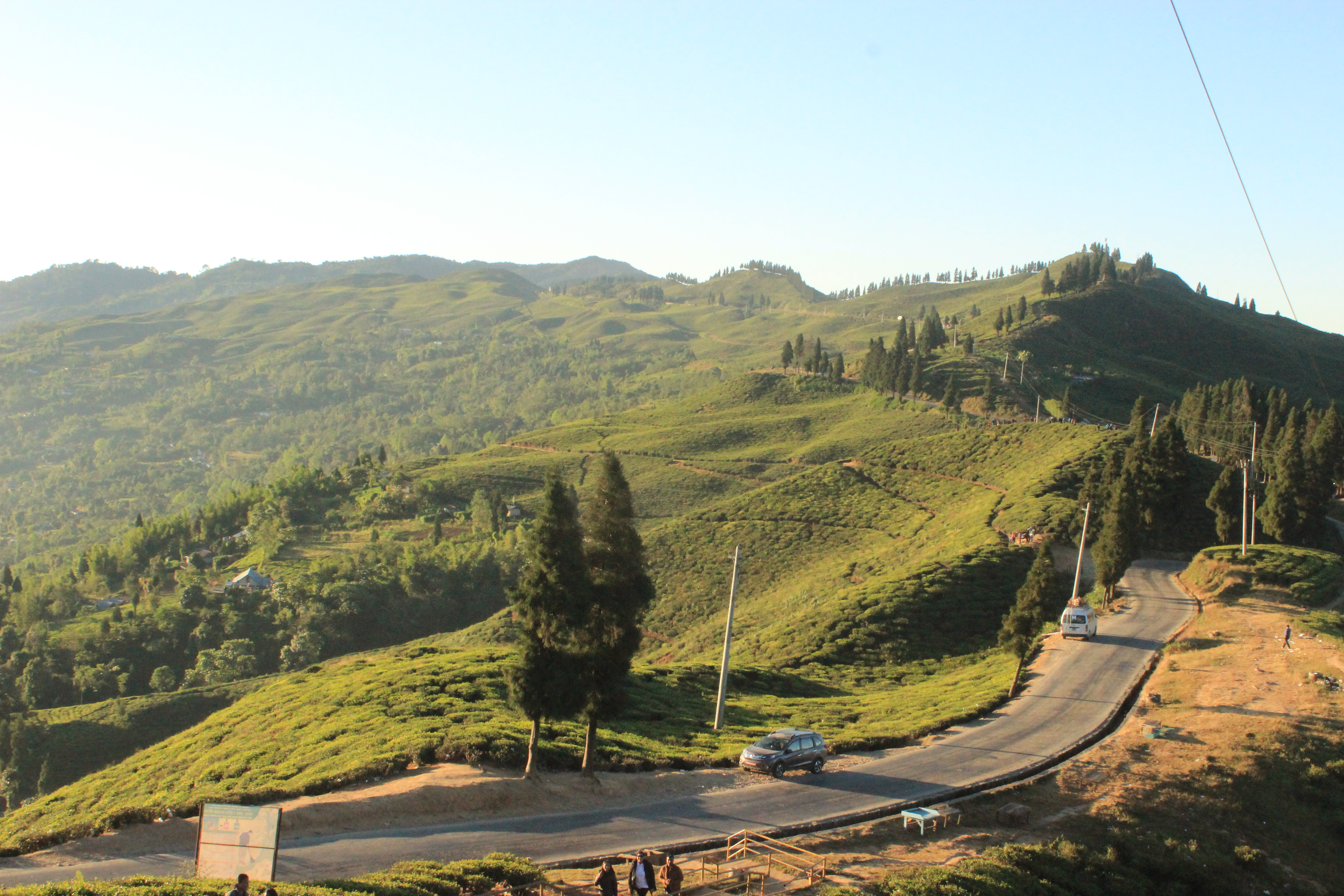
Jardin de thé Kanyam

## Histoire
Il faisait partie de la zone de Mechi et de la région de développement Est jusqu'à la réorganisation administrative de 2015 où ces entités ont disparu.

## Subdivisions administratives
Le district d'Ilam est subdivisé en 10 unités de niveau inférieur, dont 4 municipalités et 6 gaunpalikas ou municipalités rurales.
| #  | Nom          | Nom en népalais | Type         | Population (2011) | Superficie (km2) |
| -- | ------------ | --------------- | ------------ | ----------------- | ---------------- |
| 1  | Ilam         | ईलाम             | municipalité | 48 536            | 173,32           |
| 2  | Deumai       | देउमाई            | municipalité | 32 927            | 191,63           |
| 3  | Mai          | माई              | municipalité | 32 576            | 246,11           |
| 4  | Suryodaya    | सूर्योदय           | municipalité | 56 691            | 252,52           |
| 5  | Phakphokthum | फाकफोकथुम          | gaunpalika   | 21 619            | 108,79           |
| 6  | Chulachuli   | चुलाचुली            | gaunpalika   | 20 820            | 108,46           |
| 7  | Maijogmai    | माईजोगमाई          | gaunpalika   | 21 044            | 172,41           |
| 8  | Mangsebung   | माङसेबुङ           | gaunpalika   | 18 503            | 142,41           |
| 9  | Rong         | रोङ              | gaunpalika   | 19 135            | 155,06           |
| 10 | Sandakpur    | सन्दकपुर          | gaunpalika   | 16 065            | 156,01           |

## Assemblée constituante de 2008
Pour l'élection de l'Assemblée constituante, le 10 avril 2008, dans le cadre du scrutin uninominal majoritaire à un tour, le district d'Ilam est divisé en trois circonscriptions électorales. Les députés élus dans le district sont :
| Circonscription | Député                 | Parti                                                 |
| --------------- | ---------------------- | ----------------------------------------------------- |
| 1re             | Jhala Nath Khanal      | Parti communiste du Népal (marxiste-léniniste unifié) |
| 2e              | Subash Chandra Nemwang | Parti communiste du Népal (marxiste-léniniste unifié) |
| 3e              | Kul Bahadur Gurung     | Congrès népalais                                      |